# Bonaventure Djonkep
Bonaventure Djonkep (Bafang, 20 de agosto de 1961) é um ex-futebolista camaronês. 
Ele competiu na Copa de 1990, sediada na Itália, na qual a seleção de seu país terminou na sétima colocação dentre os 24 participantes.
Em clubes, Djonkep defendeu apenas o Union Douala, entre 1982 e 1995.